# Дёре
Дёрe (чечен. Доьра) — крепость в Итум-Калинском районе Чеченской Республики.

## География
Расположена на правом берегу реки Дёрхойн-Эрк (чечен. Доьрахойн эрк) приток р. Аргун) к юго-востоку от районного центра Итум-Кали (чечен. Итон-Калли). Ближайший населённый пункт Тазбичи.

## История
Родовая крепость тейпа Чантий.
Дёрская башня (чечен. Доьра) — башня замкового типа с одной стрельницей, Дёрахой бав (чечен. Доьрахой бlав). Дор с персидского языка переводится как горный проход, ворота. Действительно, место расположения башни похоже на горный проход, из которого в древние времена дёрхойцы наблюдали за Аргунским, и Дёрхой-эркским ущельями. Башня была отреставрирована  в 2010 году.
На юго-западе от башни Дёре I, на расстоянии 500 метров по левую сторону реки Дёре-Ахк, на высоком утесе горы Дёре, возвышается башня Дёре II.

## Описание
В 1960 году исследованием башни занимался горный (Аргунский) отряд в составе экспедиции под руководством археолога В. И. Марковина. Обмеры строения проводил В. И. Марковин.
Башня Дёре I. Несколько южнее Пхакоч, по правую сторону р. Дёре-Ахк (Чанты-ахк), высятся постройки небольших хуторов (выселков) Гойча-Ка-ла (Г1ач кхелли) и Дёра (Доьра). Оба лепятся по склонам горы Гуника (чеч. Цу-ника). С юга, возле речки Докахк, их замыкает хорошо сохранившаяся боевая башня, Дёре I.
Она четырехугольная и ориентирована строго по странам света. Западная стенка башни (фасад) имеет ширину у основания 4,80 м. Входной проем расположен невысоко (2,20 м). Он завершается ложнострельчатой аркой, сложенной напуском камней. Высота проема 1,80 м, ширина 1,15 м. Над входом расположено небольшое окно с круглой арочкой в монолите. Выше — крупная бойница с наклонной плитой для навесного огня. Над ней в кладке стены заметен ряд камней, поставленных горизонтально, а еще выше — небольшое оконце с круглой арочкой из целого монолита, а по сторонам его и над ним — углубленные изображения ромбов (из кладки в шахматном порядке выбрано девять камней). У самого верха башни сохранились четыре консоли, которыми поддерживался выносной машикуль в виде балкончика, и дверной проем (выход на «балкон») с аркой стрельчатой формы (сделана напуском скошенных камней). Высота проема около 1,40 м, ширина 0,90 м. От машикуля сохранилась одна плита — часть защитного навеса. Южная стена башни (ширина ее у основания около 4,50 м) имеет окно с аркой циркулярной формы, образованной приостренными камнями. Расположена она на высоте 6,20 м от земли. Выше и несколько в стороне от нее устроена бойница с наклонной плитой, а еще выше из стены выступают четыре консоли от балкончика-машикуля и световым пятном смотрится стрельчатый выход на него. Справа от этого проема, как и на предыдущей стене, сохранилась плита защитного навеса. Несколько ниже консолей виден углубленный крест, а под ним — поясок из вынутых квадратных камней. Возле этой своеобразной тяги на двух плитах выбиты петроглифы в виде косых штрихов и перекрещенных линий. У основания стены вделан камень (55X35 см) с изображением пятипалой руки. В восточной стене (ширина у основания 4,80 м) — четыре бойницы в виде отверстий и крупная бойница с наклонной нижней частью. Между ней и верхним рядом мелких бойниц в стену вделаны два камня с петроглифами в виде геометрических узоров . Наверху сохранились четыре приостренных консоли от машикуля и стрельчатый выход. Северная стена (ширина ее внизу 4.50 м) имеет пять небольших бойниц, расположенных в три ряда, и узкую амбразуру с наклонной плитой, предназначенную для навесного огня. Над ней три углубленных ромба, а выше — четыре консоли и проем традиционной стрельчатой формы. У основания башни в стену вделаны два камня с изображением оленя (ногами вверх) и тамгообразным знаком . Кверху башня суживается до 3,30— 3.50 м и затем плавно расширяется до 3,60—3,80 м, образуя нависающие карнизы, на которых покоится пирамидально-ступенчатое покрытие. Оно состоит из 11 рядов сланцевой кладки. Завершается оно каменным острием (ц1урку). Высота башни около 22 метров. У нее было пять этажей, причем верхний из них, с выходами к машикулям, сохранил плоское перекрытие из деревянных балок и плит шиферного сланца. Внутри башни видны хозяйственные ниши и угловые камни, связывающие между собой стены.
Сложена очень тщательно из камней разной формы и величины путем их тщательной и почти мозаичной, подборки при минимальном использовании известково-глинистого раствора. Стены украшены с трех сторон ромбовидным узором. Его не имеет только восточная (задняя) сторона. Западная стена выше бойницы для навесного боя украшена «поребриком» — пояском из 24 плиток, поставленных на ребро.

## Галерея

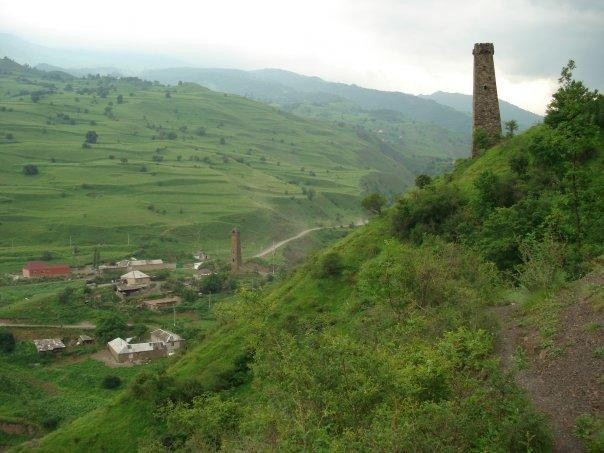
Башни Дёре
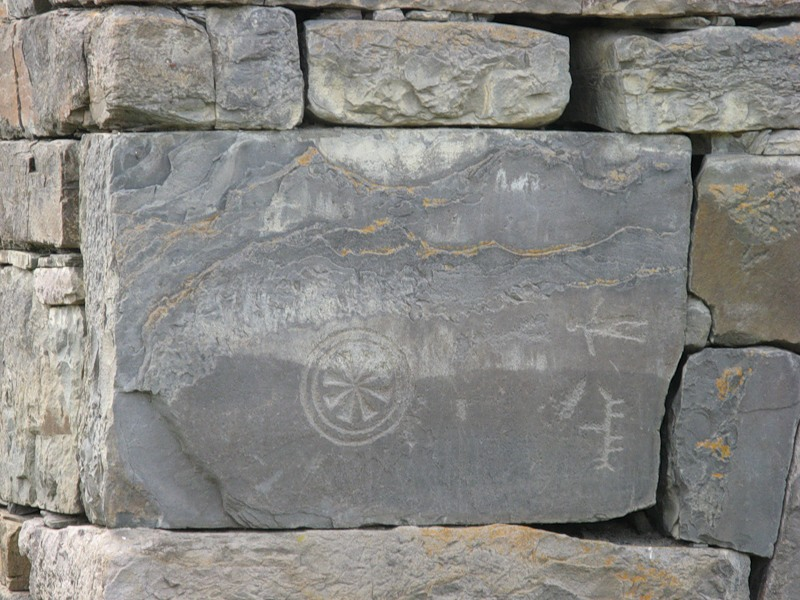
Петроглифы на башнях Дёре
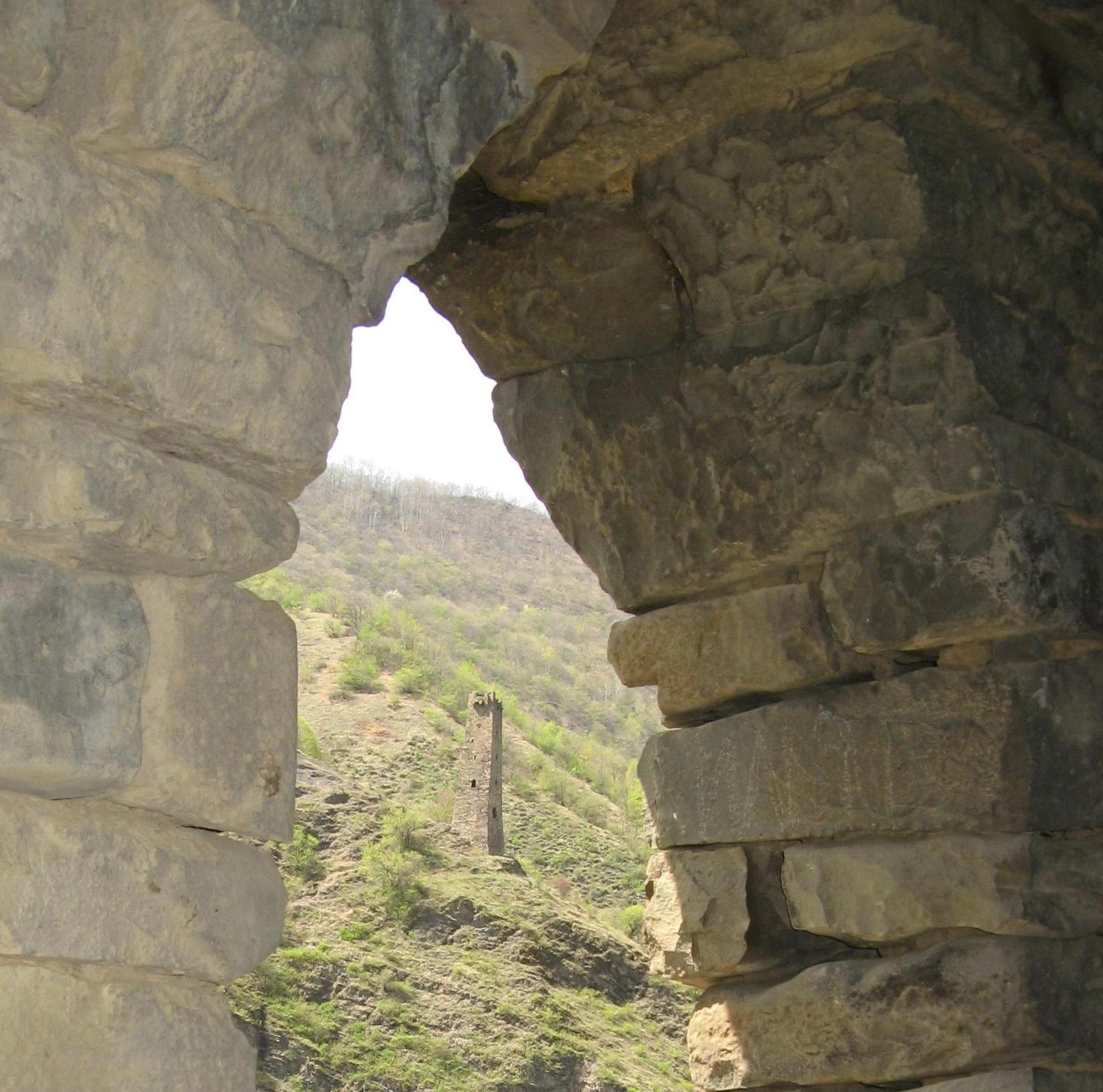
Вид из башни